# Zeta Beta Tau
Zeta Beta Tau (ΖΒΤ) és una fraternitat d'estudiants. ZBT va ser fundada el 29 de desembre de 1898, com la primera fraternitat sionista jueva. Actualment, Zeta Beta Tau s'ha allunyat de la seva política de pertinença exclusivament jueva i de la ideologia sionista que tenia en el moment de la seva fundació.
Des de 1954, Zeta Beta Tau ha estat una organització no sectària, i va obrir les portes als membres no jueus, canviant la seva política de pertinença per incloure a qualsevol home amb bon caràcter. ZBT valora la diversitat ètnica dels seus membres. Quatre fraternitats s'han fusionat amb Zeta Beta Tau en el passat: Phi Alpha, Kappa Nu, Phi Sigma Delta, i Phi Epsilon Pi.
En l'actualitat, la fraternitat Zeta Beta Tau té aproximadament 140.000 membres, amb capítols i colònies en més de 90 campus. Zeta Beta Tau va abolir la pràctica del "pledging" el 1989, com una forma de combatre i eliminar les quintades, i va reemplaçar la pràctica del "pledging" per un altre procediment en el qual els nous membres són acceptats com a germans en rebre una oferta de la fraternitat.
Zeta Beta Tau va ser fundada en 1898 com la primera fraternitat jueva de la nació, tot i que actualment no és una fraternitat sectària.
La fraternitat Zeta Beta Tau va ser dirigida fins a la seva defunció per Richard James Horatio Gottheil, un professor d'idiomes de la Universitat de Colúmbia. En la convenció nacional de 1954, els delegats van modificar la constitució, els rituals, i els procediments interns de Zeta Beta Tau, tant en la teoria com en la pràctica, per tal d'eliminar el sectarisme, i van canviar la seva política de pertinença.
En una reunió en l'estiu de 2002, del consell suprem de ZBT a Pittsburgh, Pennsilvània, l'organització Children's Miracle Network Hospitals, va ser triada com la filantropia oficial de la fraternitat Zeta Beta Tau.